# Хозидия Гета
Вижте пояснителната страница за други личности с името Гета.
Хозидия Гета (на латински: Hosidia Geta; * 65 г.) e прабаба на римския император Септимий Север.
Произлиза от клон Гета на фамилията Хозидии. Дъщеря е на Гней Хозидий Гета (суфектконсул 47 г.).
Омъжва се за сенатора Марк Виторий Марцел, (суфектконсул 105 г. и 120/122 г. проконсул на провинция Африка). Двамата имат син Гай Виторий Хозидий Гета (авралски брат) и дъщеря Витория (* 85 г.), която се омъжва за Луций Септимий Север (70 – 110, конник) и става майка на Публий Септимий Гета, който е баща на император Септимий Север
Прабаба е на император Септимий Север (упр. 146 – 211), на Публий Септимий Гета (суфектконсул 191, консул 203 г.) и на Септимия Октавила.